# سیارک ۴۲۴
سیارک ۴۲۴ (به انگلیسی: 424 Gratia، نامگذاری:1896DF) چهارصد و بیست و چهارمین سیارک کشف شده‌است که در ۳۱ دسامبر ۱۸۹۶ و در نیس کشف شد.
قدر مطلق سیارک برابر ۹٫۸۰ است.